# Ранок без оцінок
«Ранок без оцінок» — радянський сімейний комедійний фільм, знятий у 1983 році режисером Володимиром Мартиновим. Прем'єра відбулася у День знань 1984 року.

## Сюжет
Хлопчик Гліб дуже хоче піти до школи, особливо після того, як він зустрічає дівчину Наташу Алябіну, яка йде в перший клас, і закохується у неї. Однак Глібу тільки шість років, й до школи він повинен піти лише в наступному році. В цьому році головний герой повинен був виступити на 1-ше вересня у своєму дитячому садку, чого він робити не бажає.
І тоді Гліб вдається до хитрощів: він вирішує позичити у свого друга Кості Королькова, який не зміг піти до школи через хворобу, шкільну форму. За форму Гліб віддав другу складаний ножик.
Отримавши форму, Гліб зі спокійною душею вирушає до школи, навіть не думаючи про те, чим це може закінчитися.

## У ролях
| Актор                   | Роль                                  |
| ----------------------- | ------------------------------------- |
| Кирило Головко-Серський | Гліб                                  |
| Маша Вертікова          | Наташа Алябіна                        |
| Павло Гайдученко        | Коська Корольков                      |
| Альоша Тюрніков         | Льоник Немикін                        |
| Ваня Сухоруков-Соколов  | Антон Коробков                        |
| Марина Яковлєва         | Людмила Іванівна вчителька 1 «Б»      |
| Валентина Грушина       | Нінель Сергіївна мама Гліба           |
| Євген Герасимов         | тато Гліба                            |
| Валентина Тализіна      | бабуся Кості Королькова               |
| Раїса Рязанова          | Галина Павлівна мама Кості Королькова |
| Ігор Кваша              | Аркадій Борисович лікар               |
| Георгій Штиль           | вахтер в ДНДІ СіК                     |
| Катерина Вороніна       | вчителька                             |
| Микола Мерзлікін        | Олексій Павлович директор інституту   |
| Алевтина Рум'янцева     | мати Люди                             |
| Вадим Андреєв           | тато Наталки                          |
| Юрій Соломін            | розвідник зі сну Гліба                |
| Вахтанг Кікабідзе       | шпигун зі сну Гліба                   |
| Ілля Авраменко          | епізод                                |

## Місце фільмування
Фільм знято на житловому масиві Перемога-6, що є частиною історичної Лоцманської Кам'янки у Дніпрі, де головним місцем дії стала школа № 35 (Набережна Перемоги, 132). У кадрі часто видно проспект Героїв. Більшість сцен фільму було відзнято у приміщенні.

## Знімальна група
- Режисер: Володимир Мартинов
- Оператор: Михайло Скрипіцин
- Сценарій: Оскар Ремез
- Композитор: Володимир Шаїнський

## Технічні дані
- СРСР, кіностудія ім. М. Горького, 1983 рік, кольоровий, 68 хвилин[3].
- Прем'єра: вересень 1984 року.